# Joseph-Marie Bouton
Joseph-Marie Bouton est un peintre miniaturiste français, peintre miniaturiste du roi d'Espagne Charles IV et de la reine Maria Louisa, professeur de l'École de dessin à Carcassonne, entreposeur de tabac à Chartres, né à Cadix en 1768, et mort à Chartres le 27 mars 1823.

## Biographie

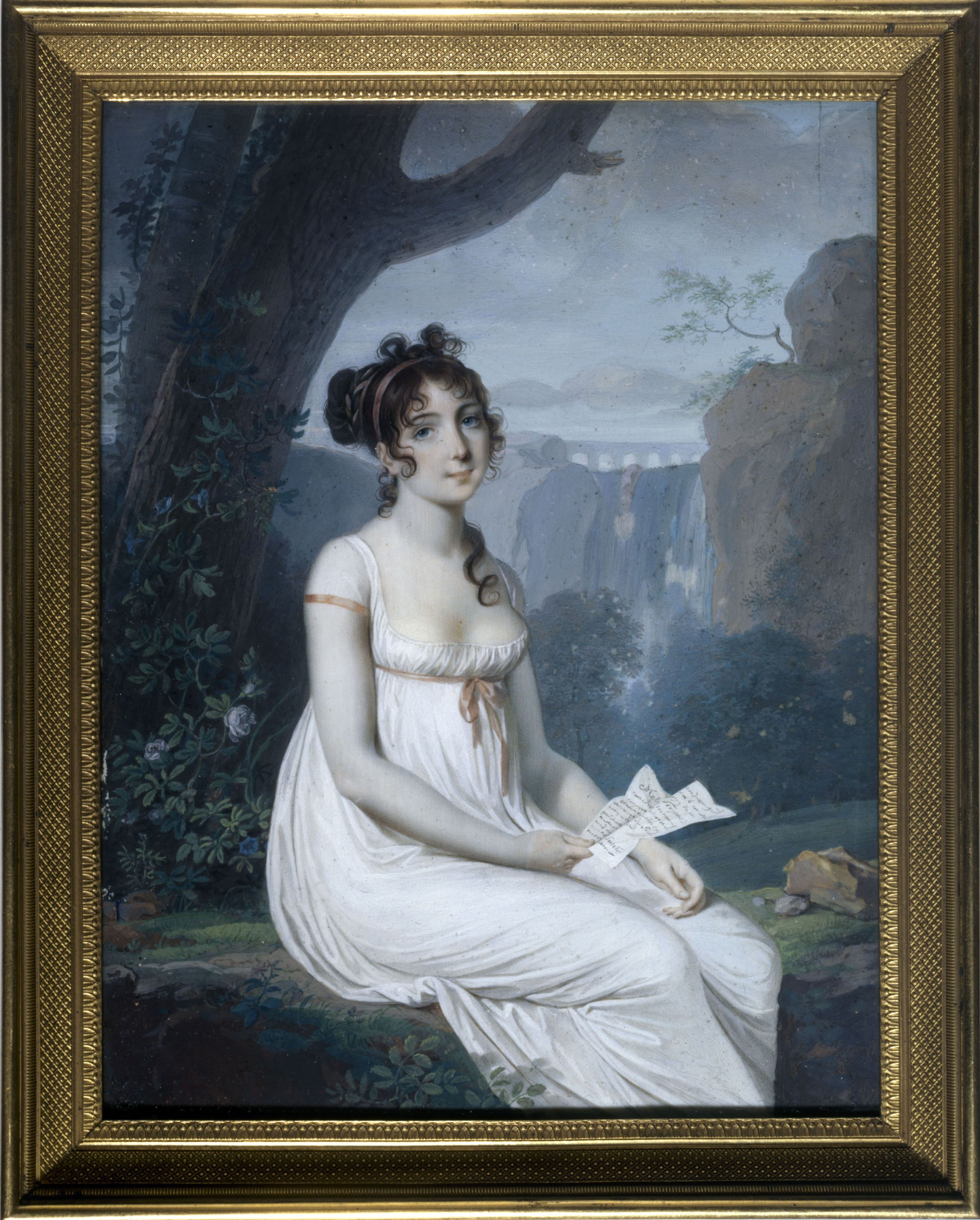
Portrait présumé de la cantatrice Carolina Bianchi
Musée Cognacq-Jay, Paris

Joseph-Marie Bouton est le fils de Guillaume Gabriel Bouton (1730-1782), peintre miniaturiste, et de Marie-Anne Bastide (1730-1798). Son père, Guillaume Bouton, est le portraitiste à la cour espagnole entre 1763 et 1776. En 1776, celui-ci revient s'installer à Toulouse, la ville où il avait commencé sa carrière.
Joseph-Marie Bouton a d'abord été formé à la peinture par son père qui a été professeur de l'Académie royale de peinture, sculpture et architecture de Toulouse. C'est grâce à son appui qu'il a pu exposer dans le Salon de 1776, à l'âge de huit ans. Peu après, il a suivi les cours de l'Académie des arts de Toulouse. Il y est élève en même temps que Jean Jacques Guillaume Bauzil où enseigne le peintre Gaubert Labeyrie. Son père meurt en septembre 1782. Il obtient cette année-là un prix de perspective et un second prix de dessin d'après la bosse. Il entre à l'école du génie ouverte par l'Académie des arts à l'initiative de Louis de Mondran. Il a obtenu le premier prix d'architecture de l'école du génie. En 1785, il reçoit un prix d'encouragement pour le modèle vivant mais reçoit le premier prix l'année suivante. Il est alors un des élèves les plus doués de l'Académie des arts.
En 1786, l'évêque de Carcassonne, Jean Auguste de Chastenet de Puységur a proposé le 30 juin 1786 de créer une école gratuite de dessin pour former de jeunes ouvriers qui se destinent aux arts et aux professions mécaniques. L’évêque dit qu'il « avoit jetté les yeux sur le sieur Bouton, élève de l’Accadémie des arts de Toulouse, dont il lui avoit été rendu le témoignage le plus avantageux ». Il est précisé dans les délibérations qu'il « étoit disposé à se fixer ici [à Carcassonne] pendant deux ans pour donner des leçons gratuites de dessein, que son honnoraire pourroit être fixé à la somme de 600 livres par an ». Jean-Marie Bouton a alors 18 ans. La rentrée de l'école a eu lieu le 10 juillet 1786. À l'automne 1787, Joseph-Marie Bouton se présente comme professeur de l'école de dessin de Carcassonne. Cette école a dû fermer quand l'évêque de Carcassonne a été nommé archevêque de Bourges, en 1788.
En 1788, il est à Paris. En 1789, il suit les cours de l'Académie royale de peinture et de sculpture où enseignent Augustin Pajou et Louis-Philippe Mouchy. Il est ensuite entré dans l'atelier du peintre François-André Vincent. Il aurait alors reçu quelques commandes de la cour et réalisé plusieurs miniatures de Louis XVI, Marie-Antoinette et Madame Élisabeth. La présence de Jean-Marie Bouton à Paris est documentée jusqu'en 1799.
Il s'est marié le 3 novembre 1794 avec Adelaïde Louise Magdeleine Raoulx dont les parents ont été les intendants des filles de Louis XV, Adélaïde et Victoire. Jean-Marie Bouton retourne à Toulouse. Il est ensuite allé à Madrid où Jean Bauzil, ou Juan Bauzil, est peintre de la Chambre du roi Charles IV de 1795 à 1805. Protégé par Manuel Godoy, Jean-Marie Bouton, ou José Maria Bouton, le remplace en 1805 comme « pintor de la Camara del Rey » et le reste jusqu'à l'abdication du roi, en 1808, avec l'invasion de l'Espagne par les armées de Napoléon et le début de la guerre d'indépendance espagnole. Il retourne à Paris où il a installé sa famille. Il est ensuite retourné en Espagne et a fait de nombreux voyages en 1810.
Après la chute de Napoléon Ier, il a laissé sa famille à Paris et est allé tenter sa chance à Londres, en 1816. Il y a montré ses peintures dans les salons de la Royal Academy de 1816 à 1819. Il quitte ensuite l'Angleterre et revient à Paris où il avait conservé un atelier.
En 1814, sa femme avait obtenu pour lui une charge d'entreposeur particulier de tabac de la résidence de Chartres qui lui apporte des revenus. Il se retire alors à Chartres où il est mort en 1823.